# Rogier Benschop
Rogier Benschop (20 juli 1998) is een Nederlands voetballer die als aanvaller speelt.

## Carrière
Benschop komt sinds 2015, na zijn overstap van FC Utrecht, uit voor PEC Zwolle. Sinds het seizoen 2017/18 zit hij geregeld bij de selectie van het eerste elftal. Op 22 december mocht hij in de 73e minuut zijn debuut maken in de uitwedstrijd tegen ADO Den Haag. In januari 2019 werd zijn contract opgezegd.

### Carrièrestatistieken
| Seizoen                   | Club            | Land            | Competitie      | Competitie | Competitie | Beker | Beker | Internationaal | Internationaal | Overig | Overig | Totaal | Totaal |
| Seizoen                   | Club            | Land            | Competitie      | Wed.       | Dlp.       | Wed.  | Dlp.  | Wed.           | Dlp.           | Wed.   | Dlp.   | Wed.   | Dlp.   |
| ------------------------- | --------------- | --------------- | --------------- | ---------- | ---------- | ----- | ----- | -------------- | -------------- | ------ | ------ | ------ | ------ |
| 2017/18                   | PEC Zwolle      | Nederland       | Eredivisie      | 2          | 0          | 0     | 0     | 0              | 0              | 0      | 0      | 2      | 0      |
| Carrière totaal           | Carrière totaal | Carrière totaal | Carrière totaal | 2          | 0          | 0     | 0     | 0              | 0              | 0      | 0      | 2      | 0      |
| Bijgewerkt tot 6 mei 2018 |                 |                 |                 |            |            |       |       |                |                |        |        |        |        |